# Jacinto de Cracovia
Jacinto de Cracovia o San Jacinto, en polaco Święty Jacek Odrowąż (Kamien Slaski, cerca de Opole, Alta Silesia, 1185-Cracovia, Polonia, 15 de agosto de 1257) fue un Doctor de Estudios Sagrados y sacerdote de la Orden de Predicadores que trabajó para reformar los monasterios femeninos en su nativa Polonia.

## Biografía

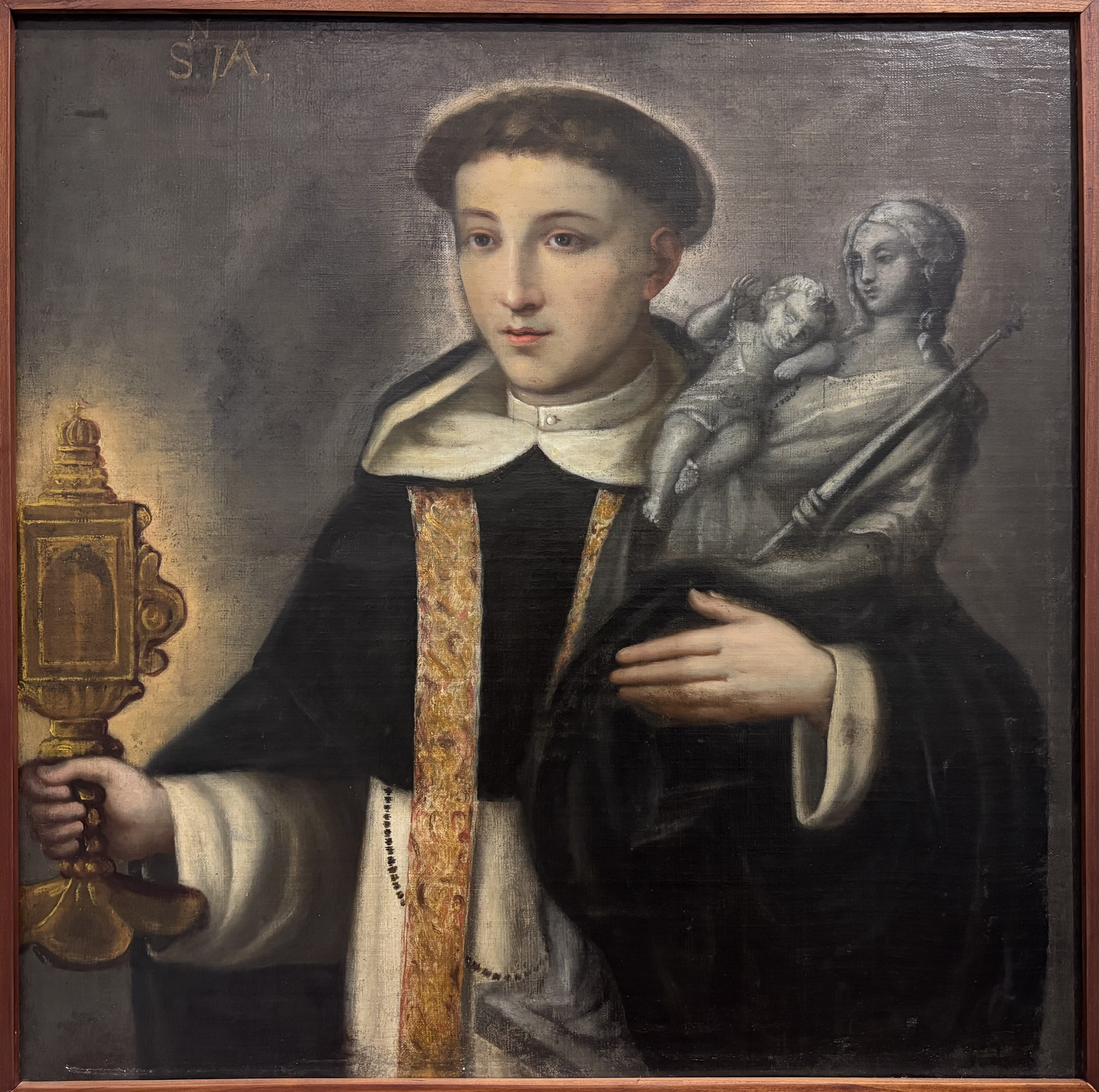
San Jacinto de Polonia (anónimo, s. XVII). Convento de Santo Domingo, Quito.

Estando en Roma, presenció un milagro realizado por Santo Domingo de Guzmán, por lo que entró en la orden de los Dominicos en la Basílica de Santa Sabina y recibió los hábitos de la orden por el mismo Santo Domingo. Fue enviado de vuelta a su tierra natal para fundar allí la orden de los Dominicos. De acuerdo a la tradición, San Jacinto evangelizó a través de Suecia, Noruega, Dinamarca, Escocia, Rusia, Turquía y Grecia. Sin embargo, dichos viajes han sido disputados fuertemente y no encuentran fundamento en los escritos más antiguos sobre San Jacinto.
Uno de sus milagros se relaciona con un ataque de los mongoles contra un monasterio en Kiev. San Jacinto iba a salvar un ostensorio o un copón conteniendo el Sagrado Sacramento, cuando escuchó la voz de la Virgen María pidiéndole que se la llevase también. Decidió por tanto tomar la estatua de la Virgen. A pesar de que pesaba mucho más de lo que normalmente podía levantar, la estatua se hizo milagrosamente ligera. Así salvó tanto el Sagrado Sacramento como la estatua de la Virgen. Por esta razón, San Jacinto es usualmente retratado con estos dos objetos.
San Jacinto fue canonizado el 17 de abril de 1594 por el papa Clemente VIII, celebrándose su fiesta el 17 de agosto. En 1686 fue nombrado patrón de Reino de Polonia por el Papa Inocencio XI.
Numerosos pueblos y localidades de países hispanoparlantes llevan el nombre de San Jacinto, como San Jacinto de Pangasinán en las islas Filipinas y San Jacinto de Yaguachi en Ecuador.
En México, en un templo en su honor, se resguarda una reliquia de su cráneo en la ciudad de Tuxtla Gutiérrez, capital del Estado de Chiapas.
En Guatemala, un municipio del Departamento de Chiquimula lleva su nombre: San Jacinto (Chiquimula).
En Colombia, un municipio del Departamento de Bolívar lleva el nombre de San Jacinto (Colombia) y celebra su fiesta religiosa el 16 y 17 de agosto de cada año.